# Temple de Poséidon au cap Sounion
Le temple de Poséidon au cap Sounion est un temple grec classique, construit entre 444 et 440 av. J.-C. et partiellement ruiné. L'édifice dorique domine la mer à l'extrémité du cap Sounion, en Attique, à une hauteur de près de 60 mètres.

## Histoire
Le premier temple de Poséidon, d'époque archaïque, était construit en tuffeau, au même endroit. Il a probablement été détruit en 480 av. J.-C. par les Perses lors de l'invasion de la Grèce par Xerxès Ier. Après avoir battu Xerxès à Salamine, les Athéniens déposèrent à Sounion une trière ennemie capturée comme un trophée dédié à Poséidon.
Le temple de Poséidon à Sounion a été construit vers le milieu du Ve siècle av. J.-C., son style permettant de le dater des années 440 av. J.-C., donc sous le gouvernement de Périclès, qui reconstruisit également le Parthénon à Athènes.

## Architecture

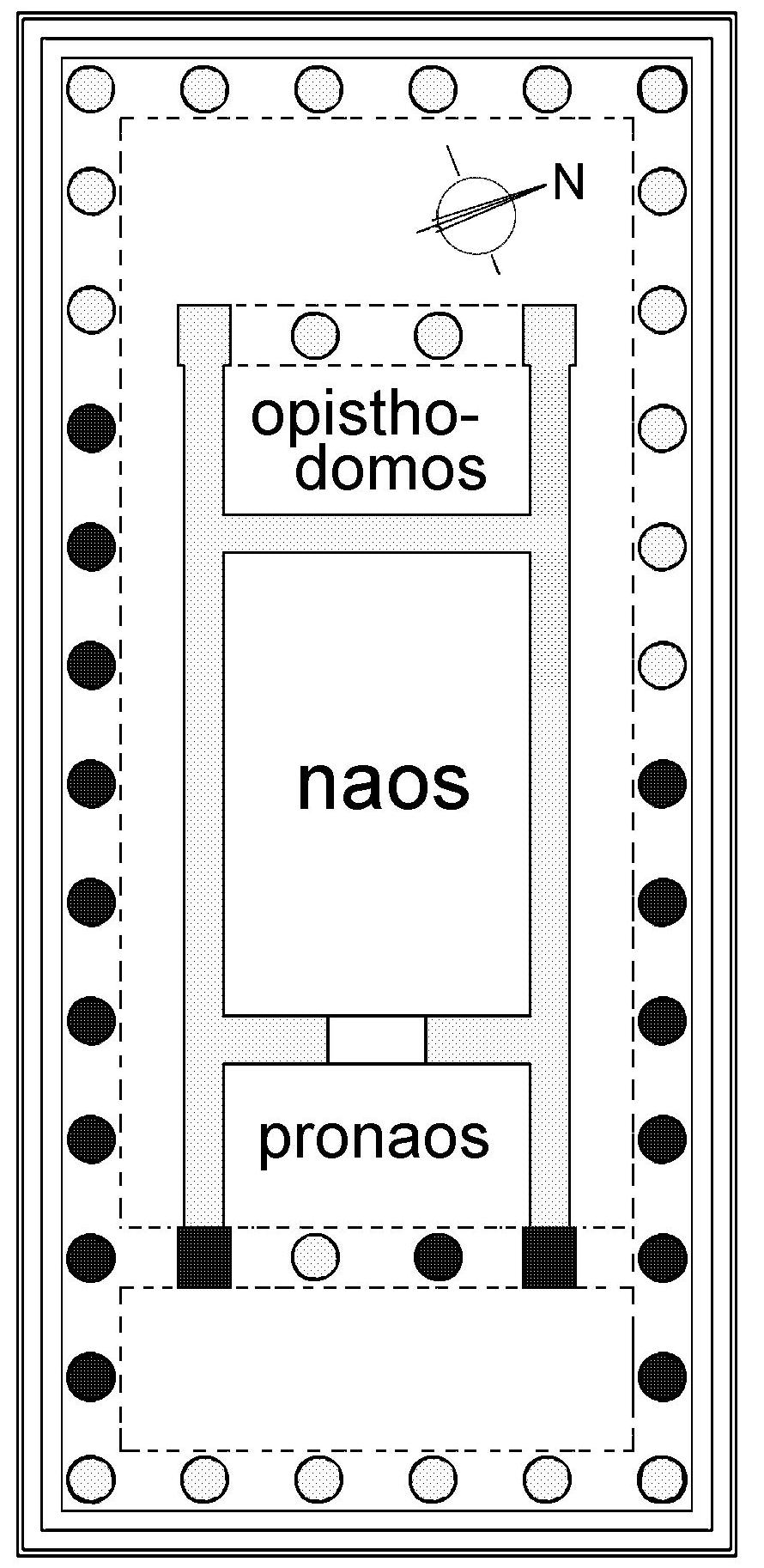
Plan du temple.

Le temple est de type dorique hexastyle à 6 colonnes par 13. Aujourd'hui, sur les 38 colonnes que comptait le temple, 15 sont encore debout, dont quatre remontées au XXe siècle. Le temple ressemble de près au Théséion (en réalité temple d'Héphaïstos), contemporain et bien conservé, situé sous l'Acropole, qui a peut-être été conçu par le même architecte.
Comme presque tous les temples grecs, le temple de Poséidon était rectangulaire, avec un péristyle englobant la péristasis. Le nombre total de colonnes du péristyle était de 34, auxquelles s'ajoutaient les quatre du naos. Les colonnes sont d'ordre dorique, faites de marbre blanc local du Laurion. Elles avaient une hauteur de 6,10 m, un diamètre de 1 m à la base et 79 cm au sommet. Au centre de la colonnade était la salle du culte (naos), une pièce rectangulaire sans fenêtre, semblable au naos en partie intact du temple d'Héphaïstos. Elle aurait contenu, à l'extrémité face à l’entrée, la statue de culte en bronze de Poséidon, haute de 6 mètres.

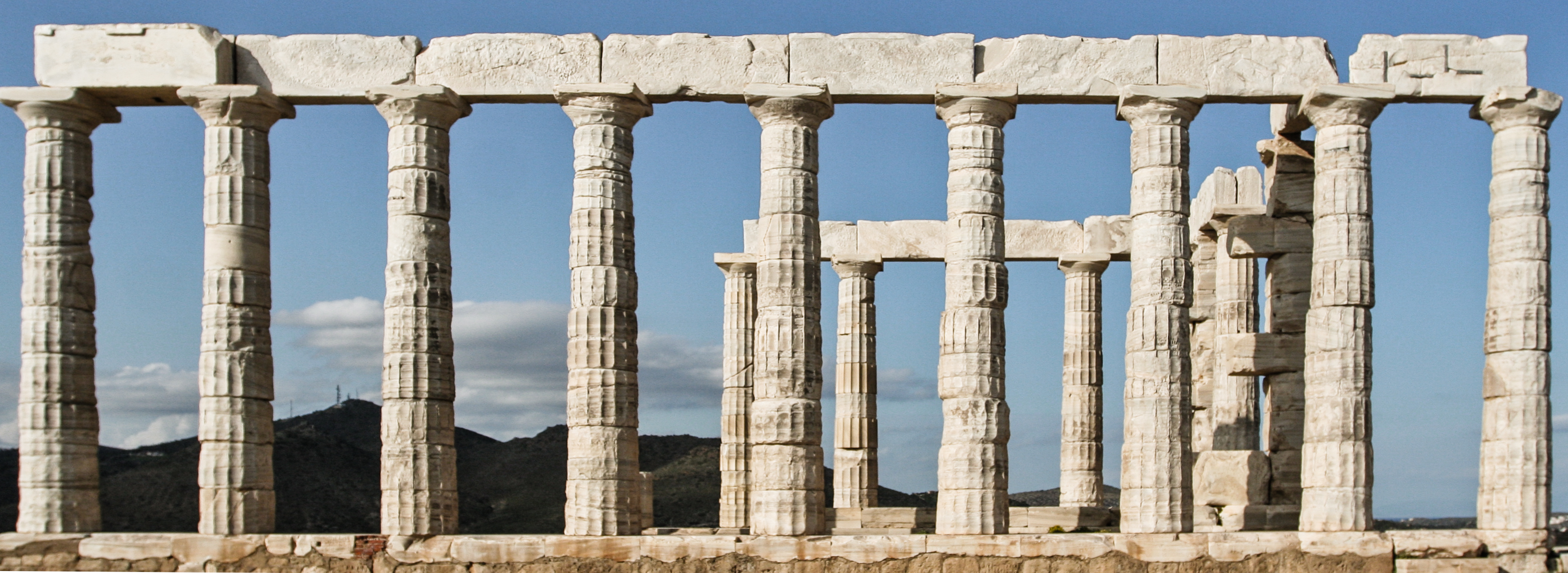
Vue latérale de la colonnade sud.

## Archéologie
Vers 1834, le peintre anglais William Turner réalise une aquarelle Le Temple de Poséidon à Sunius (Cap Colonna) conservée à la Tate Britain à Londres.
Les premières études sur les ruines, sans fouilles, ont été effectuées par la Société des Dilettanti en 1797, puis par Guillaume Abel Blouet, lors de l'expédition de Morée, en 1829. Les premières fouilles ont été menées par Wilhelm Dörpfeld, directeur de l'Institut allemand d'archéologie, en 1884. Des fouilles systématiques par Valérios Stáis ont suivi entre 1897 et 1913. Les efforts pour restaurer et préserver les vestiges du temple de Poséidon ont commencé en 1875. L'état actuel du monument est dû au travail effectué dans les années 1950 par le service archéologique grec, dirigé par Anastásios Orlándos.
La campagne de fouilles menée par Stáis au cours de la saison 1906 a mis au jour de nombreux artéfacts et inscriptions, notamment la statue de marbre de 3,05 m, connue sous le nom de Kouros de Sounion (environ 590 av. J.-C.) et le relief de l'Éphèbe se couronnant lui-même (environ -460), conservés au Musée national archéologique d'Athènes. Une colonne du temple se trouve au British Museum.

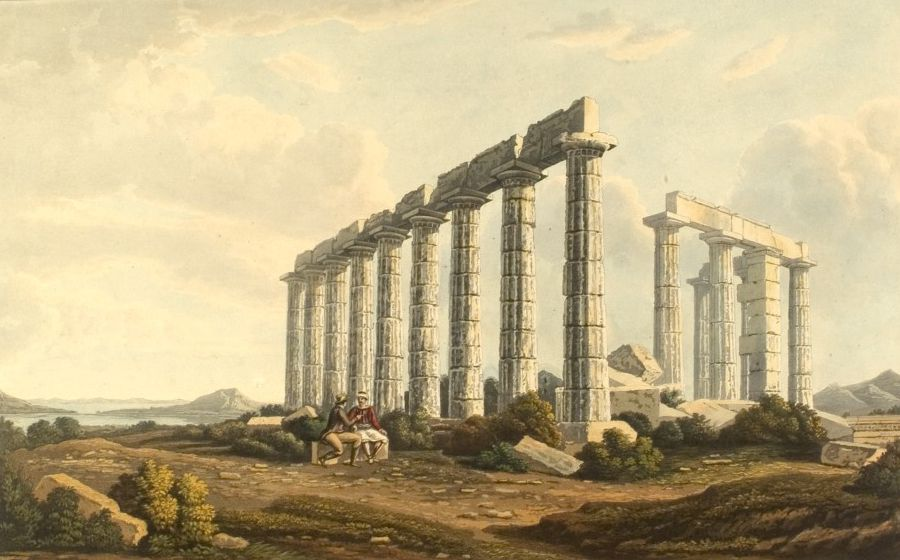
Peinture d'Edward Dodwell, Views of Greece, 1821.
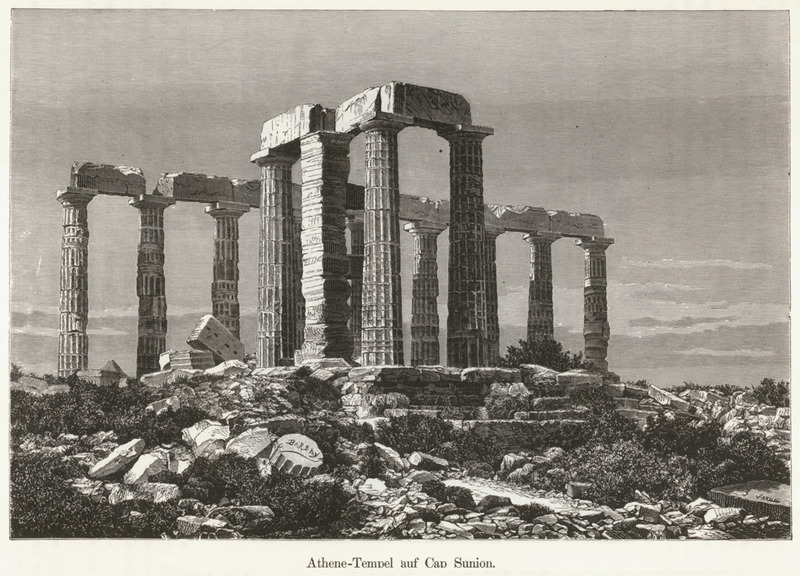
Gravure de 1887.
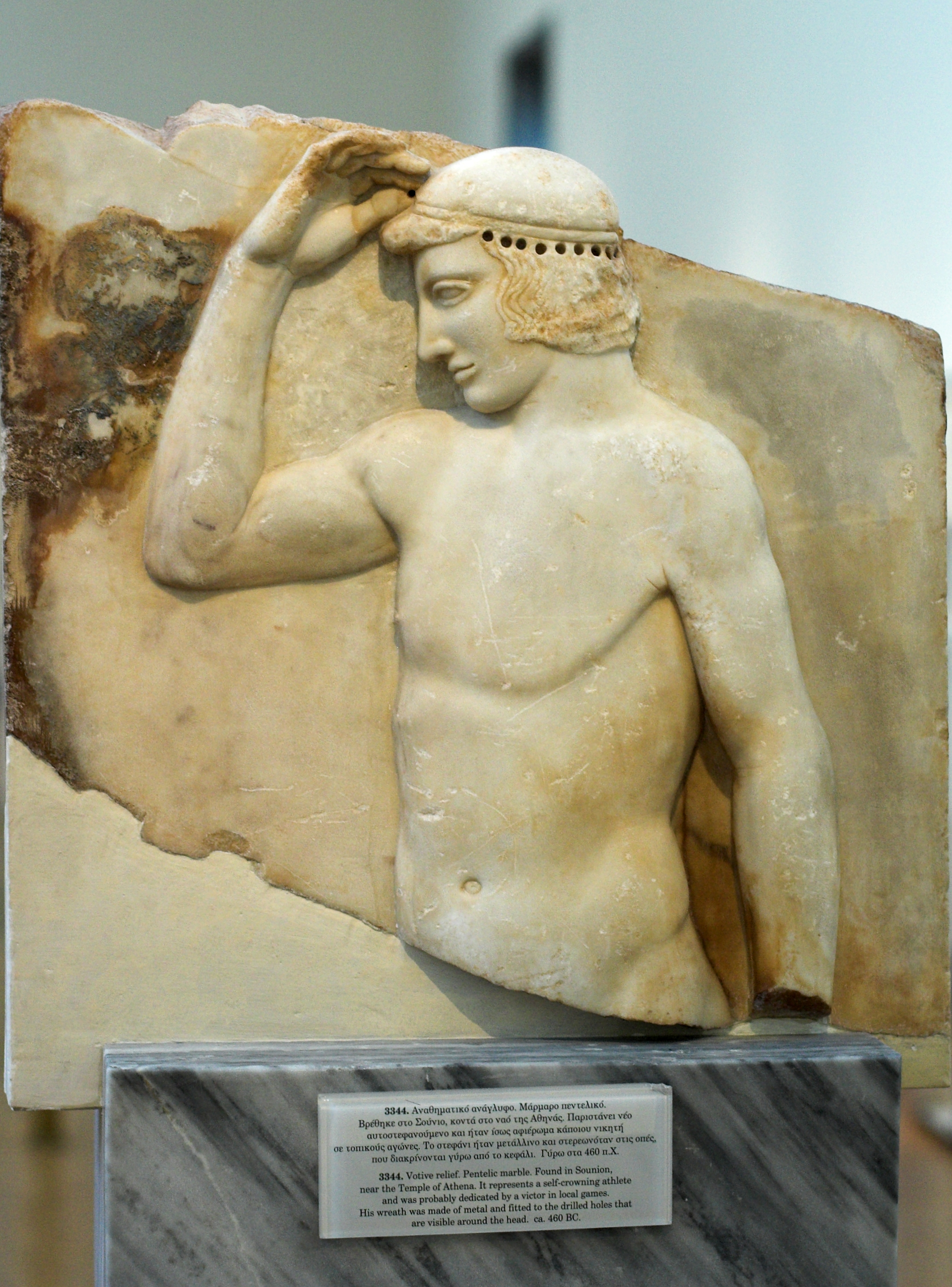
Éphèbe se couronnant lui-même, -460.

Le projet d'aménagement du site archéologique de Sounion (2011-2013) a été cofinancé par le ministère grec de la Culture et des Sports et par l'Union européenne.